# Bitwa pod Listwieniem
Bitwa pod Listwieniem – starcie zbrojne, które miało miejsce w roku 1024.
W roku 1015 doszło do walk o tron książęcy pomiędzy synami zmarłego Włodzimierza I: Jarosławem I i Mścisławem. Jarosław I, ożeniony ze skandynawską księżniczką, posiadał poparcie Waregów. 
W 1024 Mścisław wykorzystał nieobecność Jarosława w Kijowie i ruszył wraz ze swoją drużyną na stolicę. Nie zdołał jednak zająć miasta, a kiedy jego wojska skierowały się w drogę powrotną na Czernihów, w ślad za nimi ruszyła armia Jarosława.
Do decydującego starcia pomiędzy obydwoma antagonistami doszło pod Listwieniem. Wareskie oddziały Jarosława ustawiły się przed obozem. Jarosław jako obcoplemieniec nie mógł być ich wodzem, wobec czego dowodzenie spoczywało w rękach skandynawskich. Dowódcą drużyny Jarosława był Wareg o imieniu Hakon. Siły Mścisława składały się z wojsk czernihowskich, Siewierzan oraz drużyny z Tmutorakania. Przewaga liczebna znajdowała się po stronie wojsk Jarosława. 
Nocą tuż przed bitwą rozszalała się burza, którą starał się wykorzystać Mścisław atakując przeciwnika. Na początek wysłał do boju oddziały siewierskie i czernihowskie, a następnie rzucił na wyczerpane oddziały Waregów odwód w postaci drużyny z Tmutorakania. Wojska Jarosława rozpoczęły ucieczkę, jednak zwycięzcy nie podjęli pościgu. Jarosław na czele większości wojów wrócił do Nowogrodu. 
Wynik bitwy zmusił Jarosława do zawarcia ugody z Mścisławem . W 1026 oponenci zgodzili się na porozumienie, wyznaczając granicę swoich posiadłości na Dnieprze . Dopiero po śmierci Mścisława w 1036, Jarosław zrealizował swój cel, jakim było zjednoczenie wszystkich ziem ruskich . 